# Terenzio Mamiani
Terenzio Mamiani della Rovere (ur. 19 września 1799 w Pesaro, zm. 21 maja 1885 w Rzymie) – włoski polityk i prawnik, jeden z głównych działaczy na rzecz zjednoczenia Włoch.
W roku 1827 został wykładowcą w turyńskiej Akademii Wojskowej. Doświadczenia polityczne zaczął zdobywać w Modenie w roku 1831 jako minister spraw zagranicznych w rządzie tymczasowym Romanii.
W roku 1847, wraz z Domenikiem Buffa, założył w Genui pismo „La Lega Italiana”, które po trzech miesiącach zostało zastąpione przez „Il Pensiero Italiano”.
Wraz z Vincenzem Giobertim powołał w Turynie Towarzystwo Narodowe Konfederatów Włoskich (Società nazionale per la confederazione italiana). W Państwie Kościelnym za pontyfikatu Piusa IX objął tekę ministra spraw wewnętrznych, jednak reprezentowany przez niego program reform oraz poparcie dla ruchów zjednoczeniowych wzbudziły sprzeciw wśród najbliższych doradców papieża. Ponieważ sekretarz stanu Giacomo Antonelli forsował zupełnie inną politykę, Mamiani podał się do dymisji. 21 stycznia 1849 roku został wybrany do konstytuanty, ale po proklamowaniu republiki zrzekł się wszelkich funkcji politycznych. Od roku 1857 wykładał filozofię historii na uniwersytetach turyńskim i rzymskim. W rządzie Camilla Cavoura, od stycznia 1860 do marca 1861, był ministrem oświaty. W roku 1864 został senatorem Królestwa Włoch.

## Odznaczenia
- Order Sabaudzki Cywilny[3]
- Order Świętych Maurycego i Łazarza I, II, III i V klasy[3]
- Order Korony Włoch I, III, IV i V klasy[3]
- Order Zbawiciela I i V klasy (Grecja)[3]
- Order Guadalupe II klasy (Meksyk)[3]

## Główne dzieła
- Fondamenti della filosofia del diritto e singolarmente del diritto di punire, 1853 (Podstawy filozofii prawa, a zwłaszcza prawa karnego)
- Scritti politici, 1853 (Pisma polityczne)
- D’un nuovo diritto europeo, 1859 (O nowym prawie europejskim)
- Del senso morale degli Italiani, 1868 (O poczuciu moralnym Włochów)
- Del papato nei tre ultimi secoli, 1885 (O papiestwie w ciągu trzech ostatnich wieków)